# Synchlora congruata
Synchlora congruata là một loài bướm đêm trong họ Geometridae.